# Норинь
Нори́нь (Норин) — річка в Житомирській області України, ліва притока Ужа (басейн Прип'яті).

## Характеристики
Довжина річки — 84 км. Площа водозбірного басейну — 832 км². Похил річки становить 1,5 м/км. 
Долина Норині трапецієподібна, завширшки до 2,5 км. Заплава окремих ділянках заболочена. Річище помірно звивисте, де-не-де відрегульоване. 
Бере початок біля села Листвин, у межах Словечансько-Овруцького кряжа. Тече територією Овруцького, Народицького районів Житомирської області. 
Над річкою розташоване місто Овруч.

## Притоки

### Ліві
- Білка — ліва притока Норині[1]. Бере початок на південному заході від Левковичів. Тече переважно на південний захід через Білку і біля Черевки впадає у Норинь[2][3][4]. Правою притокою Білки є Рудка[5].

- Іллінка[6][7][8] (Плещага[7], Піщанець[4][6]) - ліва притока в Овруцькому районі Житомирської області. Бере початок на північному заході від Малого Кобилина. Тече переважно на південний захід через Іллімку, Сорокопень, Нові Велідники і впадає у Норинь.
- Хайчанка,
- Бовдунка,
- Річка без назви[9]. Починається на південному заході від Гладковичів. Тече переважно на південний схід через Мамеч, Савченки і на північному сході від Норинців впадає у Норинь. Довжина річки 10 км. Площа басейну 20 км².

### Праві
- Прибитки. Починається на південному заході від села Черевки. Тече переважно на південний схід у межах села Прибитки і на його околиці впадає у Норинь[3].
- Лізниця
- Мощаниця
- Вільшанка

## Етимологія
Походження назви річки, вочевидь, балтійське, проте значення слова невідоме.

## Екологічний стан
У створі вище скиду очисних споруд міста Овруча санітарний  стан річки в порівнянні з 2000 роком залишається  без  змін.  Незначне збільшення  спостерігається по сольовому амонію з 0,79 мг/дм³ до 0,97 мг/дм³, фосфатам з 0,15 мг/дм³ до 0,35 мг/дм³. Вміст важких металів складає рівень ГДК . 
У створі нижче скиду очисних споруд міста Овруча, які працюють не ефективно, стан річки у порівнянні з 2000 роком покращився по сольовому амонію з 2,1 мг/дм³ до 1,32 мг/дм³, ХПК з 47,7 мг/дм³ до 42,0 мг/дм³, нітратам з 7,1 мг/дм³ до 3,4 мг/дм³. Вміст солей важких металів залишився на рівні. В цілому, якість води в річці дещо покращилась .

## Галерея

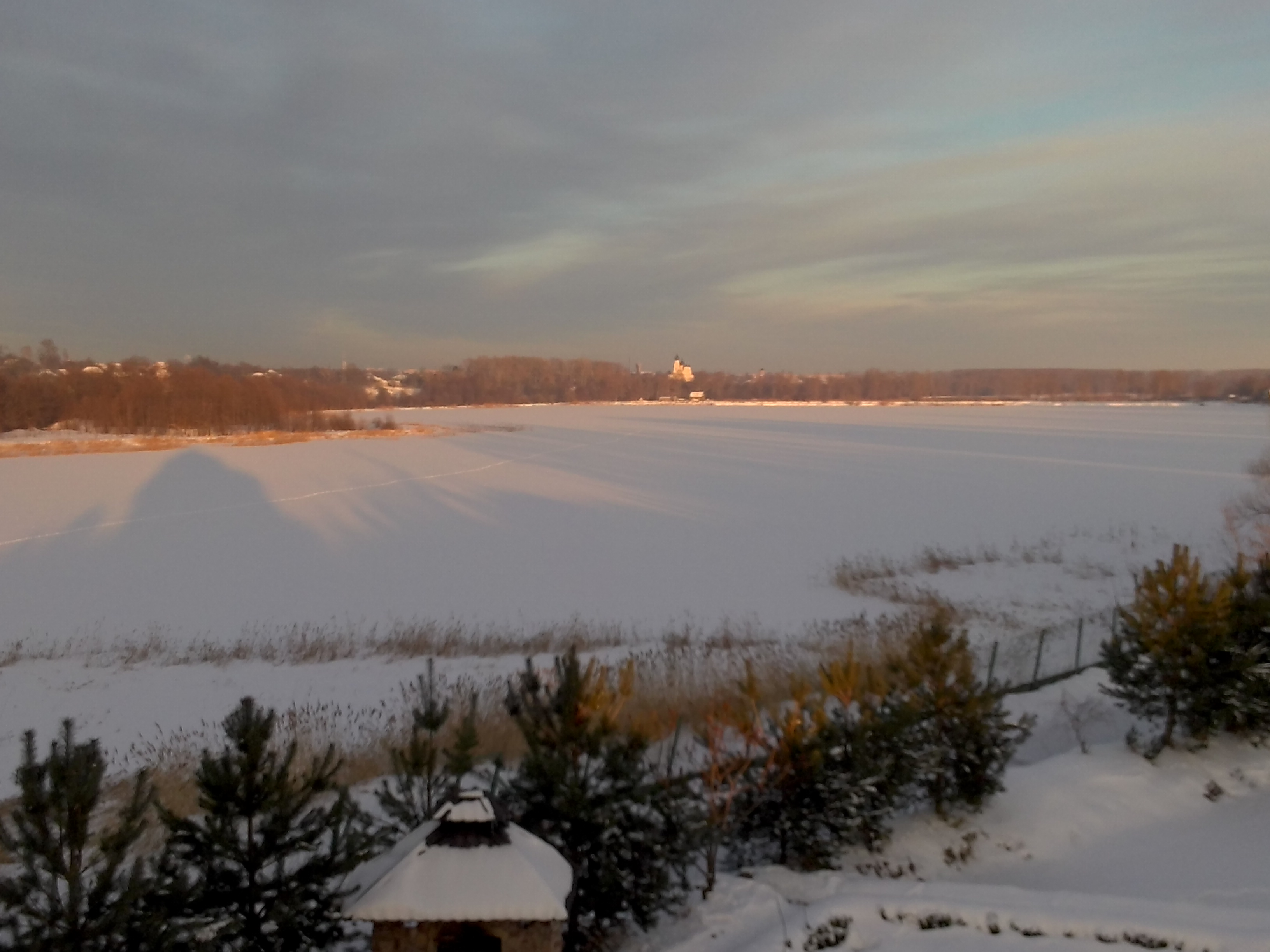
Озеро між с. Заріччя і м. Овруч
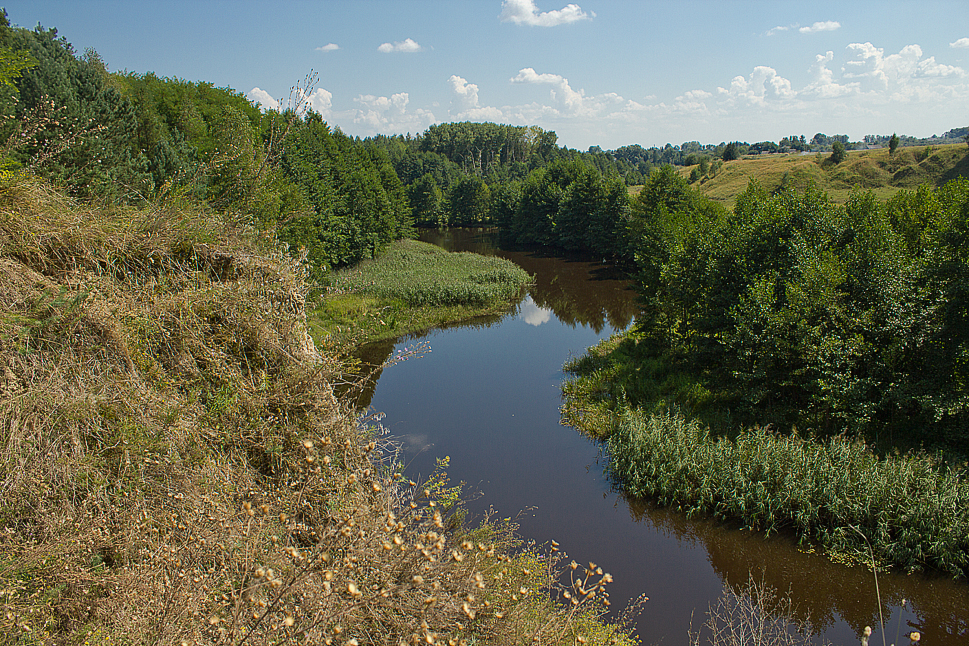
Річка Норинь біля с. Довгиничі